# Goldbekkanal
El Goldbek, Goldbekkanal o canal del Goldbek és un antic afluent de l'Alster a l'estat d'Hamburg (Alemanya). D'oest a est, connecta el Rondeelkanal amb el Barmbeker Stichkanal. Segons la llei sobre la classificació de les aigües superiors de l'estat d'Hamburg, és un curs d'aigua de primera categoria i doncs accessible al públic.

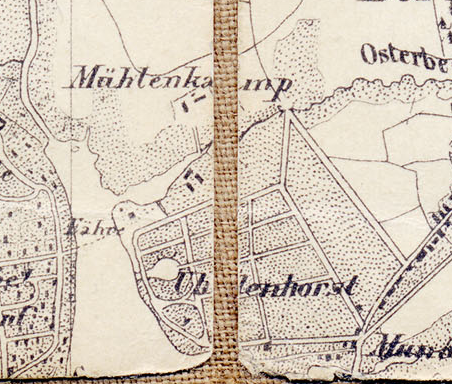
Detall del mapa del 1867; es veu el llac de l'Alster, l'Osterbek, el Mühlenkamp i l'alet del llac que és probablement el desembocaduradel Goldbek

És l'única via navegable del centre de la ciutat als marges del qual va mantenir-se un activitat industrial de construcció i manteniment de barques, tot i que la majoria de les fabriques van desplaçar-se o ja no utilitzen el canal pel transport. Altres companyies, com la Schülke & Mayr, coneguda pel desinfectant Lysol, van preferir polígons industrials moderns. La fàbrica Schülze i Mayr a les vores del canal va transformar-se en centre cultural: el Goldbekhaus. Al seu extrem oriental, a l'antic Port del Stadtpark, es va crear un centre lleure amb bar i restaurant.
Del traçat del riu que va donar el seu nom al canal, no es troba gairebé res avui. A les mapes anteriors a la urbanització del barri de Winterhude per Adolph Sierich, hom pot inferir l'aiguabarreig del rierol a l'aleta septentrional del llac del Außenalster, però no hi ha indicacions precisos. Sierich va canalitzar el tram des de l'Alster fins a l'aiguabarreig amb el canal del Mühlenkamp, per a desguassar el terra i permetre la construcció de cases. La canalització del tram des del Mühlenkampt fins a Barmbek va fer-se el 1913, per a satisfer les necessitats de la indústria.
El nom prové del mot Gol que significa aigua llord, més tard va transformar-se per etimologia popular en Gold o or.

## Galeria

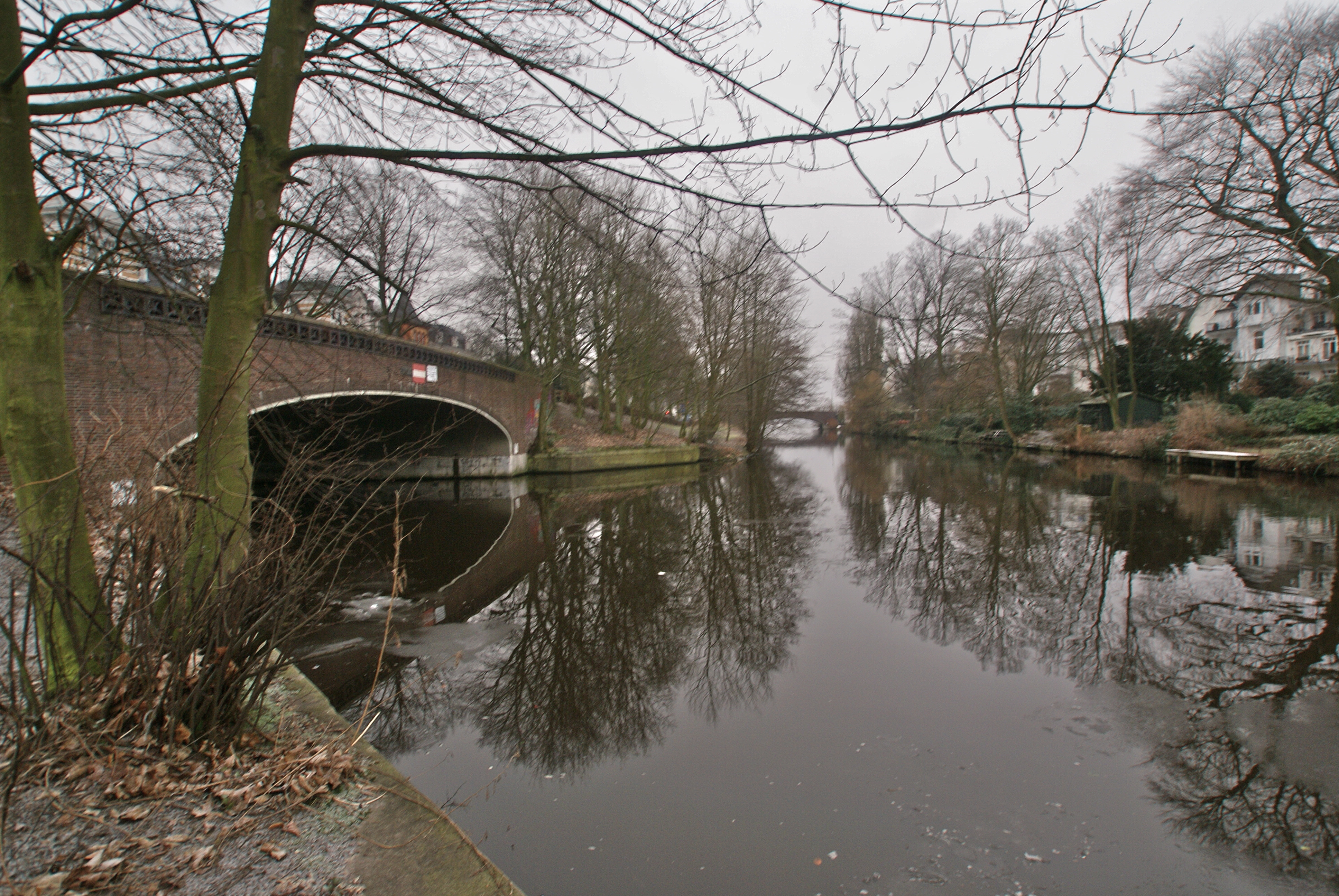
L'extrem occidental del canal al Rondeelkanal
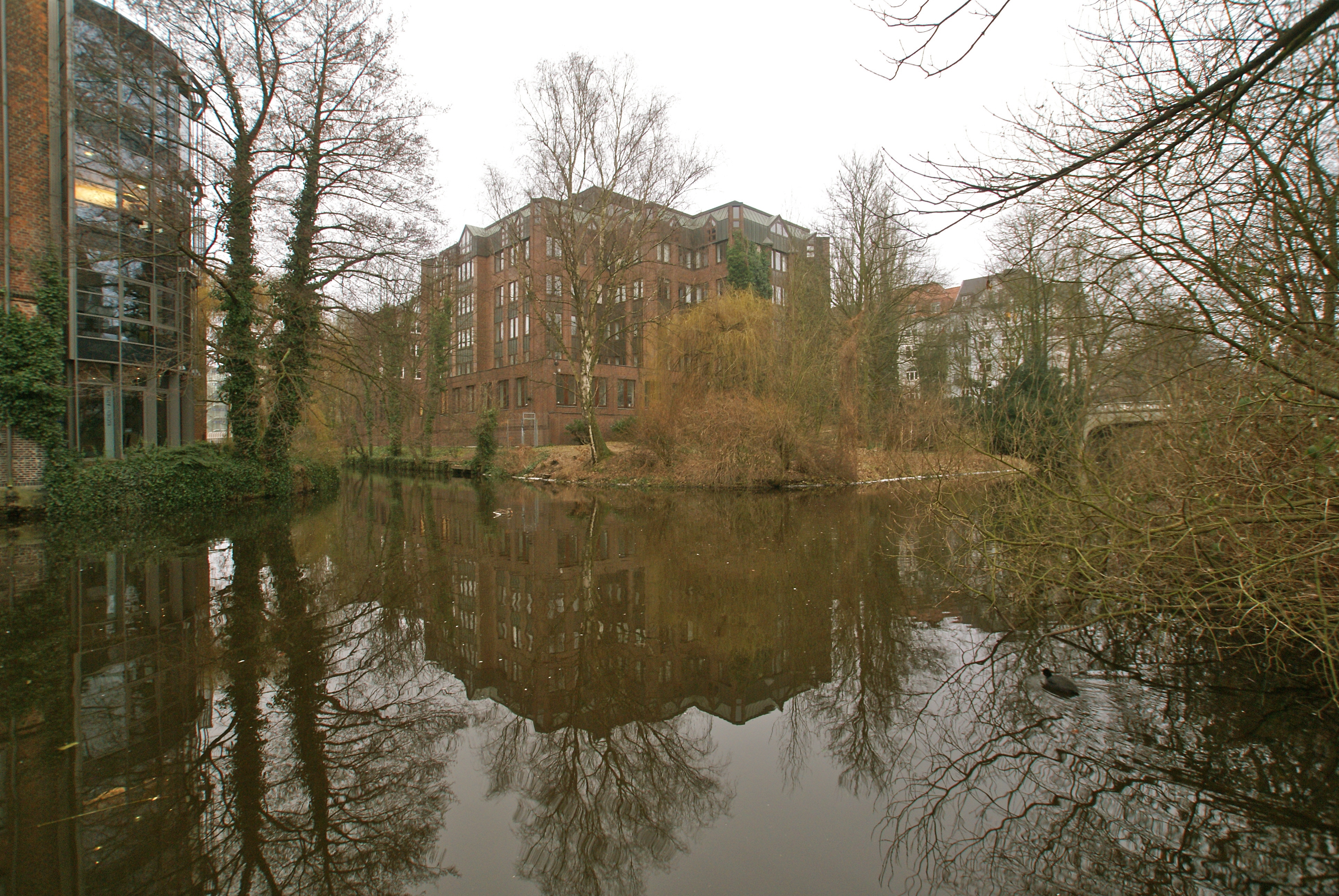
L'aiguabarreig amb el canal del Mühlenkamp
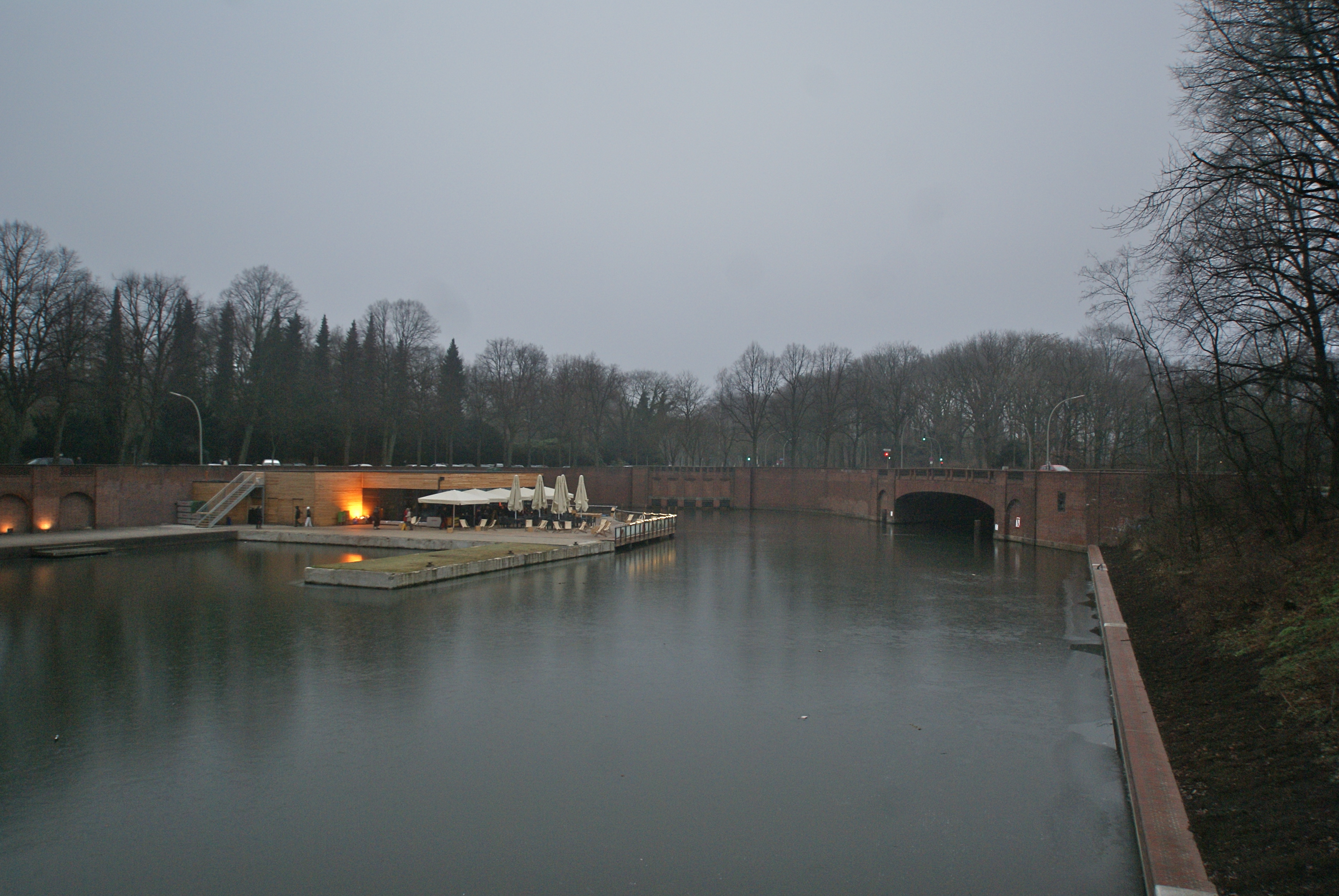
El port Stadtparkhafen i les Seeterrassen d'hivern
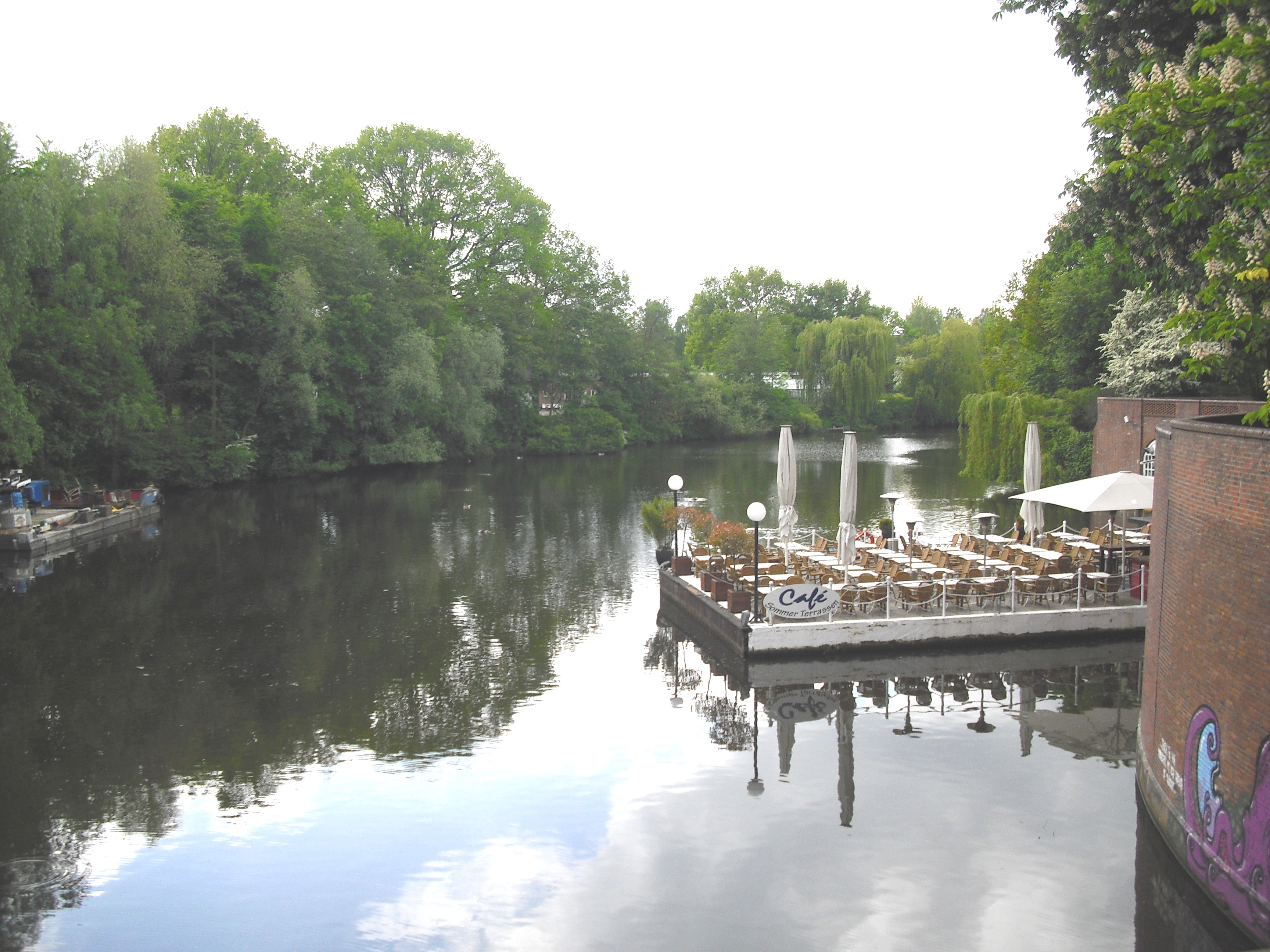
El port Stadtparkhafen i les Seeterassen d'estiu
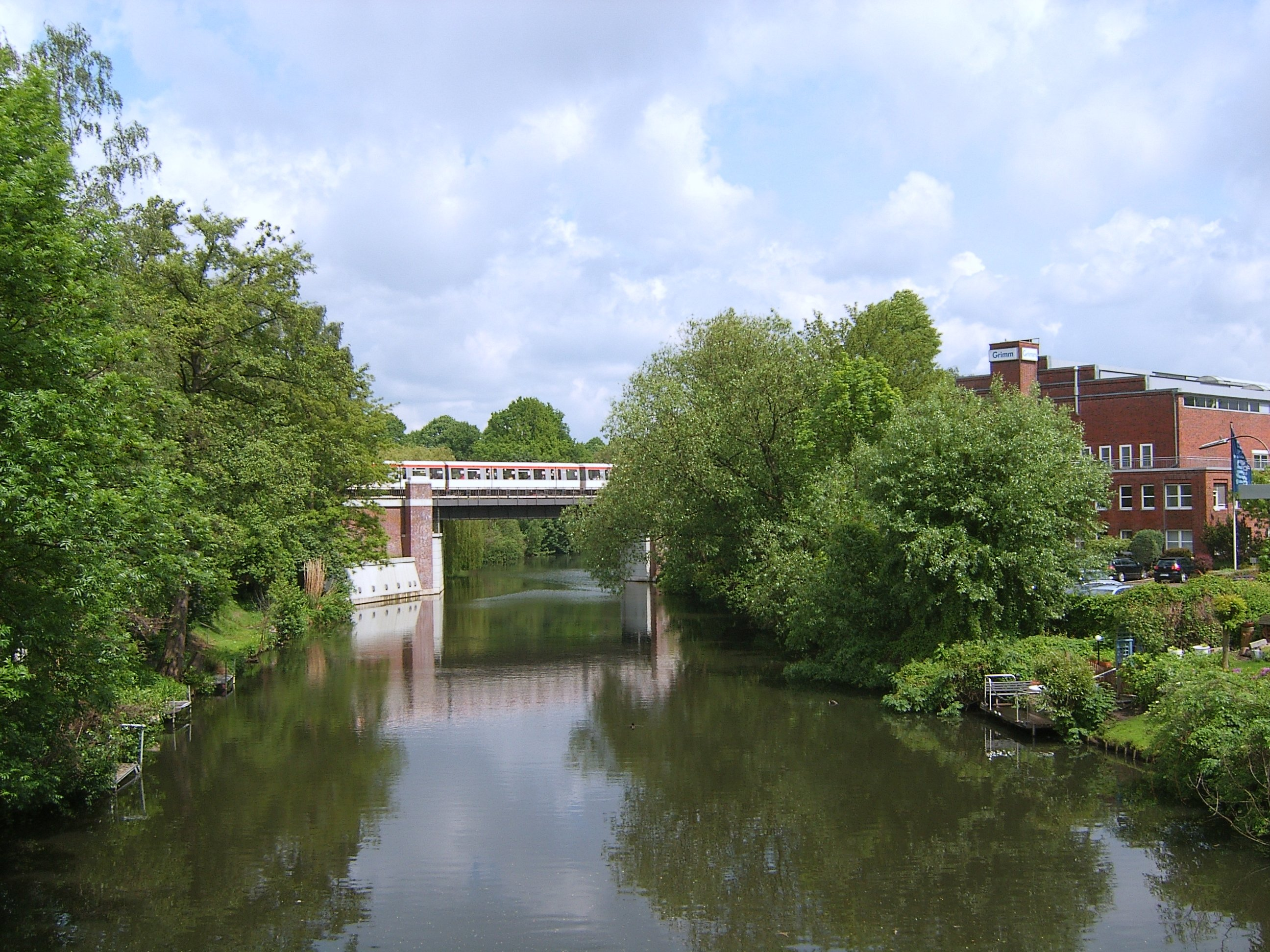
El pont de l'U3 d'estiu
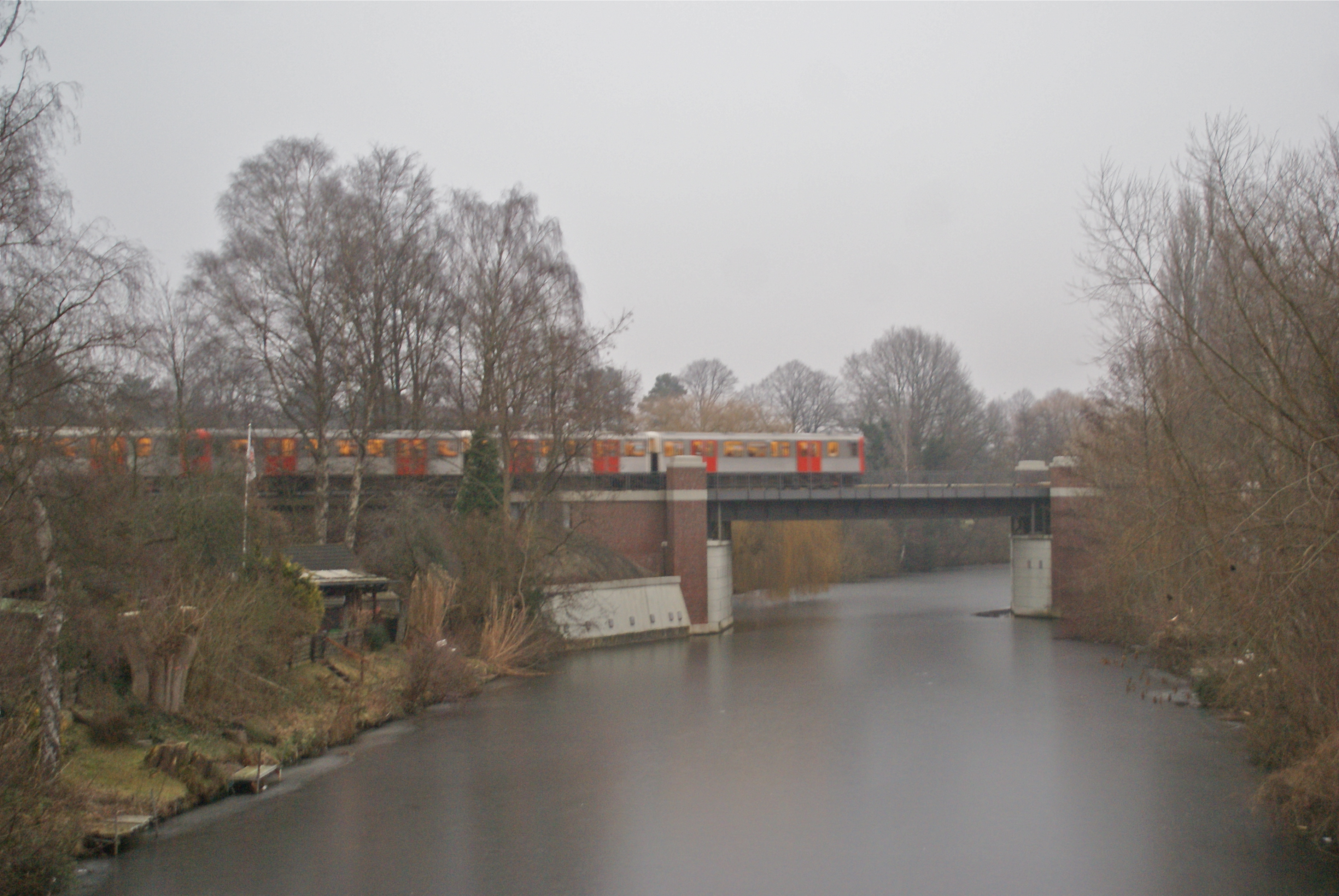
El pont de l'U3 d'hivern
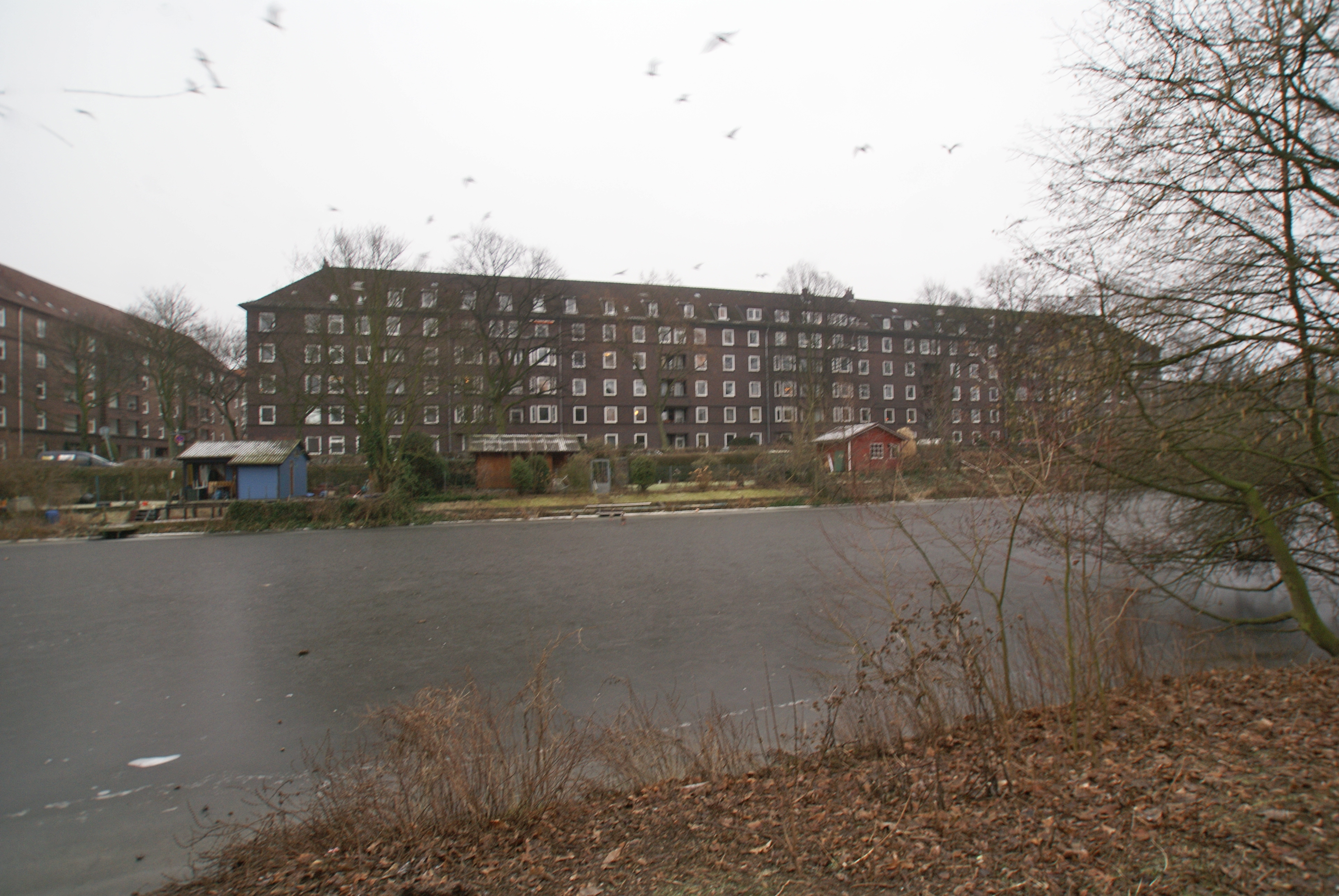
Pisos socials al canal
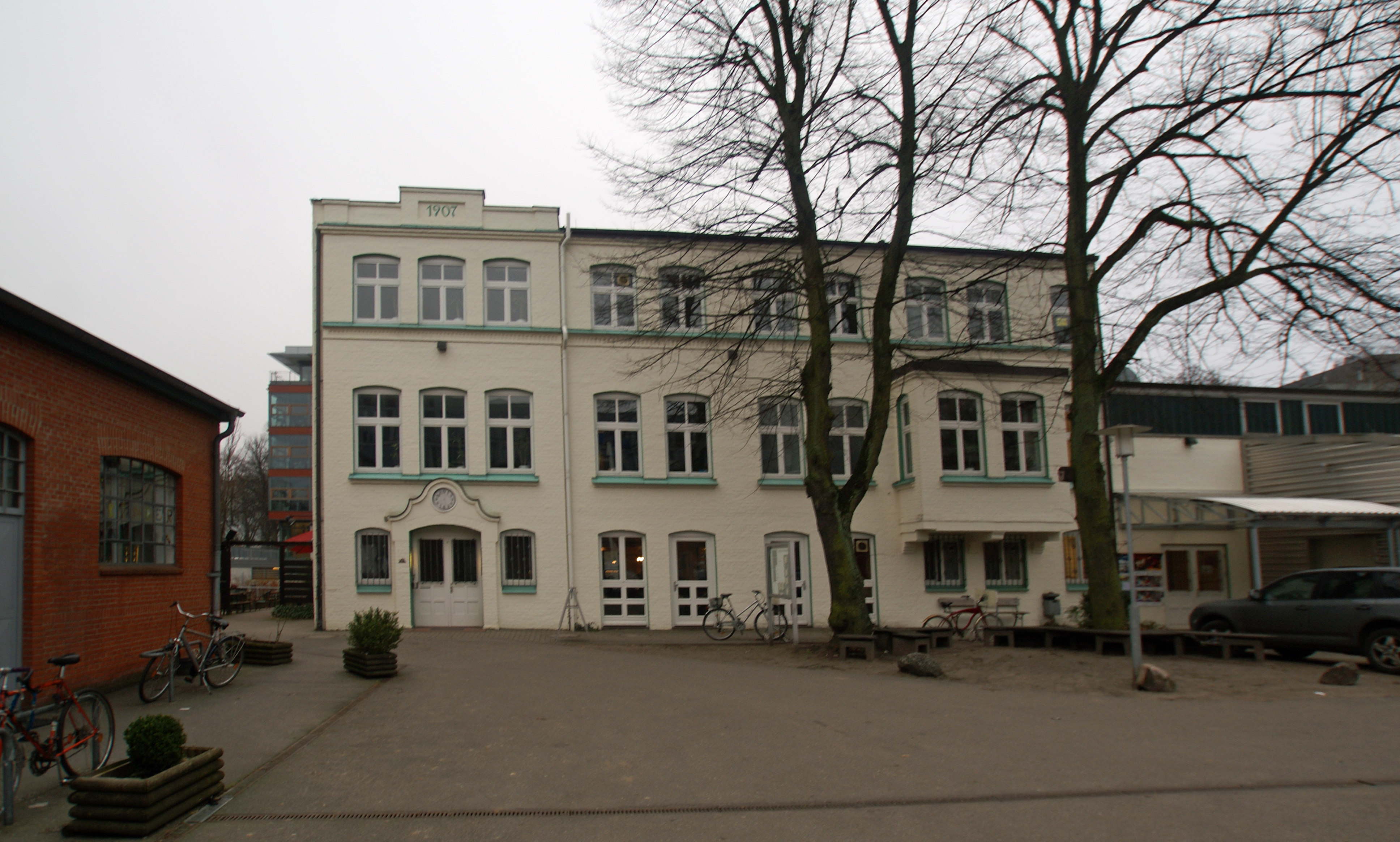
Antiga fàbrica Schülke i Mayr, actual centre cultural Goldbekhaus